# Randy Lewis
Randy Lewis, född den 15 november 1978 i Saint Andrews, Grenada är en grenadisk friidrottare som tävlar i tresteg.
Lewis deltog vid Olympiska sommarspelen 2004 i Aten där han blev utslagen i kvalet och fick inte hoppa vidare i finalen. Vid VM 2005 blev han åter utslagen i kvalet. Vid Samväldesspelen 2006 tog han sig vidare till finalen där han blev sexa efter att ha hoppat 16,53.
Lewis deltog även vid Olympiska sommarspelen 2008 där han blev utslagen i kvalet. Året avslutade han med att bli trea vid IAAF World Athletics Final 2008 med ett hopp på 17,01.

## Personligt rekord
- Tresteg - 17,49 meter